# بانگوه
بانگوه (به لاتین: Bangwe) یک منطقهٔ مسکونی در مالاوی است که در منطقه جنوبی مالاوی واقع شده‌است.